# Хашим Сафі ад-Дін
Хашим Сафі ад-Дін (араб. هاشم صفي الدين; 3 травня 1964, Дейр-Канун-ен-Нахр, Ліван — 3 жовтня 2024, Дахіе, Гірський Ліван, Ліван) — один з лідерів ліванської шиїтської ісламістської організації Хезболла. Двоюрідний брат Хасана Насралли по материнській лінії, і до його вбивства вважався другим в ієрархії організації. США оголосили його глобальним терористом особливого значення, а Саудівська Аравія — терористом.

## Ранні роки
Народився 1964 року в Дейр-Канун-ен-Нахрі, південний Ліван, у шанованій шиїтській родині. По материнській лінії — двоюрідний брат Хасана Насралли. Його брат, Абдалла Сафі ад-Дін, — представник Хезболли в Ірані і, згідно з висновками проєкту «Кассандра», контролює мережі торгівлі зброєю, готівки, комерційної продукції та наркотиків, а також відмивання грошей і закупівлю деталей і технологій для таємних ядерних і балістичних ракетних програм Ірану.
Вивчав теологію в Ен-Наджафі, Ірак, і в Кумі, Іран, разом з Насраллою, поки 1994 року його не відкликав до Лівану Хасан Насралла. Відтоді Насралла готував його як свого наступника.

## Кар'єра
1995 року отримав підвищення до Меджлісу аль-Шура (Консультативної асамблеї), вищої ради Хезболли, потім діяв під керівництвом Імада Мугнії до його вбивства 2008 року. Був призначений головою Ради джихаду. Виконавча рада, президентом якої він є, контролює політичну, соціальну й освітню діяльність Хезболли.
До вбивства Насралли 27 вересня 2024 року входив до трійки головних лідерів Хезболли разом з Насраллою та  Наїмом Кассемом. Його вважали другим після Насралли.
2006 року висунутий Іраном як можливий наступник Хасана Насралли на посаді генерального секретаря Хезболли.
Один із шести членів консультативної ради Хезболли. Голова виконавчої ради групи знаної як Шура Танфізія, до якої його обрали на загальних зборах у липні 2001 року. Один із дев'яти членів найвищого органу організації.
У жовтні 2008 року на загальних зборах обраний наступником Насралли на посаді генерального секретаря Хезболли. Його призначення спадкоємцем Насралли підтримали іранці. 2009 року переобраний до консультативної ради. У листопаді 2010 року призначений військовим командиром Хезболли в регіоні Південний Ліван.
2017 року Держдепартамент США і Саудівська Аравія визнали Сафі ад-Діна терористом. 2018 року потрапив під санкції, введені США та деякими арабськими країнами, зокрема Саудівською Аравією, ОАЕ та Бахрейном, включно з дев'ятьма інших високопоставленими особами Хезболли.
Після вбивства лідера Хезболли Хасана Насралли називали найбільш імовірним кандидатом на цю посаду. Знаний схожістю з Насраллою як зовнішністю, так і манерою розмовляти, зокрема, спільною вадою мовлення, і має тісні зв'язки з Іраном та режимом аятоли. 30 вересня 2024 року «Хезболла» обрала Хашима своїм ватажком.

## Смерть
3 жовтня Ізраїльська авіація вдарила по Бейруту, ймовірною ціллю міг бути Хашим Сафі ад-Дін. 5 жовтня було повідомлено, що Хезболла втратила зв'язок із Сафі ад-Діном після авіаудару. 8 жовтня міністр оборони Ізраїлю Йоав Ґалант заявив що Сафі ад-Дін був ймовірно вбитий. Пізніше цю заяву цю заяву повторив Прем'єр-міністр Ізраїлю Беньямін Нетаньягу. 22 жовтня ЦАХАЛ підтвердив його смерть, заявивши, що його тіло було знайдено. Наступного дня Хезболла також визнала його смерть.

## Особисте життя
У червні 2020 року його син Реза Хашим Сафі ад-Дін одружився з Зейнаб Сулеймані, дочкою колишнього командувача силами «Кудс» Касема Сулеймані, який загинув 2020 року в Іраку під час американського авіаудару.

## Суперечки
2020 року США ввели санкції проти двох ліванських компаній, Arch Consulting і Meamar Construction. Обидві компанії підпорядковувалися Виконавчій раді Хезболли й отримували вказівки від султана Халіфа Асада та Хашима Сафі ад-Діна, які звинувачувалися в приховуванні грошових переказів на рахунки керівництва Хезболли, «тоді як ліванський народ страждає від неадекватних послуг».
2024 року ходили чутки, що Реза Хашим Сафі ад-Дін, син Хашима Сафі ад-Діна, був заарештований за звинуваченням у шпигунстві на користь Ізраїлю. Ці звинувачення були спростовані.